# Field Cate
Field Adrianus Cate (n. 22 iulie 1997, Burlington, Vermont, SUA) este un actor american cunoscut în special datorită rolului său din serialul Pushing Daisies, unde îl interpretează pe tânărul Ned;acesta și-a împrumutat vocea în filmul Space Buddies cu premiera în 2009.
De asemenea a mai apărut în videoclipul lui Placebo, în melodia "Songs to Say Goodbye".
Acesta locuiește în prezent în Los Angeles.
Este unul dintre nepoții faimosului star de film Esther Ralston.